# Londres 38
Londres 38 é um imóvel utilizado pela Direção de Inteligência Nacional como lugar de detenção e tortura de opositores da ditadura militar de Augusto Pinochet. O recinto se encontra localizado no centro da cidade de Santiago de Chile e era cohecido na jerga da DINA com o nome clave de Yucatán.

## Londres 38, Casa da Mémoria
Em 12 de outubro de 2005, o recinto foi declarado Monumento Histórico do Chile, em soliciação do "Coletivo Londres 38". Em fevereiro de 2006, o Instituto O'Higginiano pôs o imóvel a venda, mediante um remate público, o que não pode materializar-se devido a ativa oposição das organizações de direitos humanos e das dificuldades que implica a venda de um Monumento Histórico. Em agosto de 2008 o Ministério de Bens Nacionais permutou o imóvel, passando às mãos do Estado.

Se espera que possa constituir-se em um espaço para a mémoria histórica, que recorde a história da repressão e dos detidos que passaram pelo imóvel.

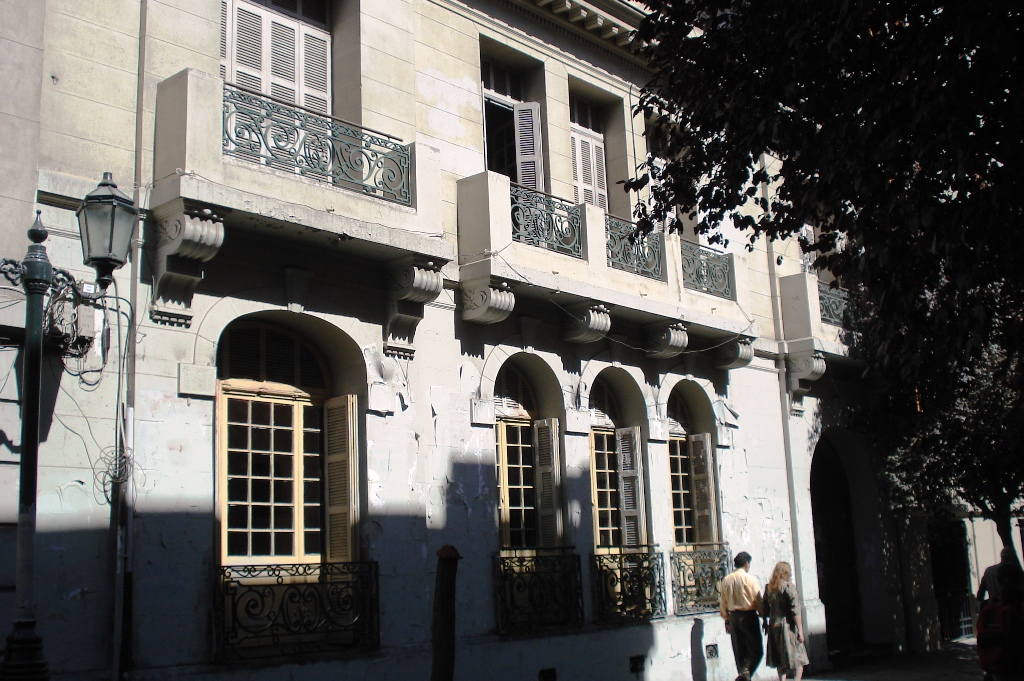
O imóvel de Londres nº38 (atual 40) no mês de março de 2007.